# Sportjahr 1964
Liste der Sportjahre

◄◄ | ◄ | 1960 | 1961 | 1962 | 1963 | Sportjahr 1964 | 1965 | 1966 | 1967 | 1968 | ► | ►►

Weitere Ereignisse   · Olympische Spiele · Olympische Winterspiele
Das Sportjahr 1964 enthält sportliche Ereignisse und Rekorde. Vom 29. Januar bis 9. Februar fanden die IX. Olympischen Winterspiele in Innsbruck in Österreich statt. Die XVIII. Olympischen Spiele wurden vom 10. bis 24. Oktober in Tokio in Japan ausgetragen.

## Olympische Spiele
- 10. – 24. Oktober: Olympische Spiele 1964

## Badminton
Höhepunkte des Badmintonjahres 1964 waren der Thomas Cup 1964 sowie die All England, die Irish Open, die Scottish Open, die German Open, die Dutch Open und die French Open.

### Internationale Veranstaltungen
| Veranstaltung | Herreneinzel      | Dameneinzel   | Herrendoppel                           | Damendoppel                        | Mixed                          |
| ------------- | ----------------- | ------------- | -------------------------------------- | ---------------------------------- | ------------------------------ |
| All England   | Knud Aage Nielsen | Judy Hashman  | Finn Kobberø Jørgen Hammergaard Hansen | Karin Jørgensen Ulla Rasmussen     | Tony Jordan Jennifer Pritchard |
| French Open   | Oon Chong Jin     | Imre Rietveld | Oon Chong Teik Oon Chong Jin           | Julie Charles Imre Rietveld        | Oon Chong Jin Julie Charles    |
| German Open   | Erland Kops       | Judy Hashman  | Erland Kops Poul-Erik Nielsen          | Angela Bairstow Jennifer Pritchard | Finn Kobberø Bente Flindt      |
| Malaysia Open | Billy Ng          | Sylvia Tan    | Tan Yee Khan Ng Boon Bee               | Teoh Siew Yong Rosalind Singha Ang |                                |
| Swedish Open  | Erland Kops       | Judy Hashman  | Jørgen Hammergaard Hansen Finn Kobberø | Judy Hashman Mary O’Sullivan       | Finn Kobberø Anne Flindt       |

## Fußball

### Internationale Fußballveranstaltungen
- 17. – 21. Juni: Fußball-Europameisterschaft 1964
- 21. Juni: Spanien wird im eigenen Land durch einen 2:1-Endspielsieg über die UdSSR Fußball-Europameister.

### Nationale Fußballmeisterschaften
- Deutscher Fußballmeister 1964 wird in der erstmals in der Bundesliga ausgetragenen Meisterschaft der 1. FC Köln.

## Leichtathletik

### Leichtathletik-Weltrekorde

#### Sprint
- 4. April: Henry Carr, USA, läuft die 200 Meter der Männer in 20,2 s.
- 15. Juni: Wyomia Tyus, USA, läuft die 100 Meter der Frauen 11,2 s.
- 22. August: Margaret Burvill, Australien, läuft die 200 Meter der Frauen in 22,9 s.

#### Mittelstreckenlauf
- 20. Juni: Ann Packer, Großbritannien, läuft die 800 Meter der Frauen in 2:01,1 min.

#### Langstreckenlauf
- 23. Juni: Dale Greig, Großbritannien, läuft den Marathon der Frauen in 3:27:45 h.
- 13. Juli: Basil Heatley, Großbritannien, läuft den Marathon der Männer in 2:13:55 h.
- 21. Juli: Mildred Sampson, Neuseeland, läuft den Marathon der Frauen 3:19:33 h.
- 21. Oktober: Abebe Bikila, Äthiopien, läuft den Marathon der Männer in 2:12:11,2  h.

#### Hürdenlauf
- 13. September: Rex Cawley, USA, läuft die 400 Meter Hürden der Männer in 49,1 s.

#### Wurfdisziplinen
- 4. April: Dallas Long, USA, erreicht im Kugelstoßen der Männer 20,10 m
- 25. April: Al Oerter, USA, erreicht im Diskuswurf der Männer 62,94 m.
- 29. Mai: Dallas Long, USA, erreicht im Kugelstoßen der Männer 20,20 m
- 1. Juli: Terje Pedersen, Norwegen, erreicht im Speerwurf der Männer 87,12 m.
- 25. Juli: Dallas Long, USA, stößt im Kugelstoßen der Männer 20,68 m.
- 27. August: Elvīra Ozoliņa, Sowjetunion, erreicht im Speerwurf der Frauen 61,38 m.
- 2. September: Terje Pedersen, Norwegen, wirft im Speerwurf der Männer 91,72 m.
- 16. Oktober: Jelena Gortschakowa, Sowjetunion, erreicht im Speerwurf der Frauen 62,40 m.
- 24. Oktober: Al Oerter, USA, erreicht im Diskuswurf der Männert 62,94 m.

#### Sprungdisziplinen
- 13. Juni: Fred Hansen, USA, erreicht im Stabhochsprung der Männer 5,23 m.
- 25. Juli: Fred Hansen, USA, erreicht im Stabhochsprung der Männer 5,28 m.
- 4. August: Tatjana Schtschelkanowa, Sowjetunion, erreicht im Weitsprung der Frauen 6,70 m.
- 14. September: Ralph Boston, USA, erreicht im Weitsprung der Männer 8,31 m.
- 12. Oktober: Ralph Boston, USA, erreicht im Weitsprung der Männer 8,34 m.
- 14. Oktober: Mary Rand, Großbritannien, springt im Weitsprung der Frauen 6,76 m.

## Radsport
- Das Giro d’Italia gewinnt Jacques Anquetil aus Frankreich
- Die Tour de France gewinnt Jacques Anquetil aus Frankreich
- Radweltmeister auf der Straße wird Jan Janssen aus den Niederlanden.

## Tennis

### Männer
- 1. Australian Open – Roy Emerson
  2. French Open – Manuel Santana
  3. Wimbledon Championships – Roy Emerson
  4. US Open – Roy Emerson
- Davis Cup – Australien gewann 3-2 gegen die USA

### Frauen
- 1. Australian Open – Margaret Court
  2. French Open – Margaret Court
  3. Wimbledon Championships – Maria Bueno
  4. US Open – Maria Bueno

## Tischtennis
- Tischtennis-Europameisterschaft 1964 22. bis 29. November in Malmö
- Länderspiele Deutschlands (Freundschaftsspiele)
  - 22. März: Hilversum: D. – Niederlande 5:0 (Herren)
  - 12. April: Groenlo: D. – Niederlande 5:4 (Damen)
  - 9. Mai: Schwetzingen: D. – Frankreich 5:2 (Herren)
  - 9. Mai: Schwetzingen: D. – Frankreich 3:0 (Damen)
  - 20. Oktober: Siegburg: D. – Schweden 2:5 (Herren)
  - 23. Oktober: Innsbruck: D. – Österreich 5:0 (Herren)
  - 23. Oktober: Innsbruck: D. – Österreich 5:3 (Damen)
  - November: Roskilde: D. – Dänemark 6:1 (Herren)
  - November: Roskilde: D. – Dänemark 6:0 (Damen)

## Geboren

### Januar

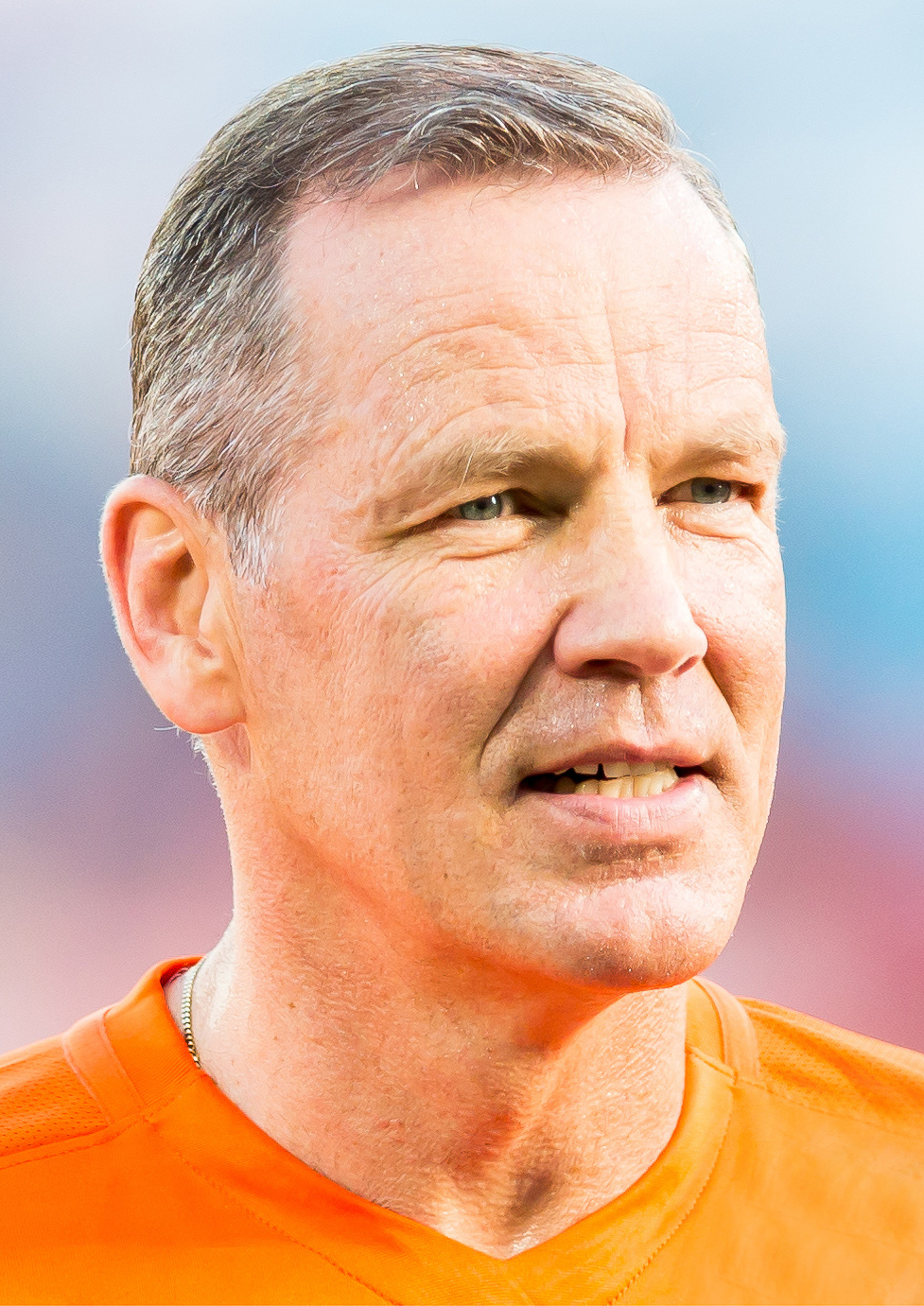
Henry Maske

- 02. Januar: Ingo Anderbrügge, deutscher Fußballspieler
- 02. Januar: Wolfgang de Beer, deutscher Fußballtorhüter († 2024)
- 02. Januar: Zoltán Kovács, ungarischer Sportschütze
- 02. Januar: Christian Welp, deutscher Basketballspieler († 2015)
- 03. Januar: Roberto Cravero, italienischer Fußballspieler
- 03. Januar: Cheryl Miller, US-amerikanische Basketballspielerin
- 04. Januar: Alexander Fadejew, russischer Eiskunstläufer
- 05. Januar: Miloš Pavlović, serbischer Schachspieler
- 06. Januar: Davide Ballardini, italienischer Fußballspieler und -trainer
- 06. Januar: Richard Louis, barbadischer Leichtathlet († 2025)
- 06. Januar: Henry Maske, deutscher Boxer
- 12. Januar: Laura Arraya, peruanische Tennisspielerin
- 12. Januar: Wladimir Schischkin, russischer Hürdenläufer
- 13. Januar: Gloria Siebert, deutsche Leichtathletin
- 14. Januar: Sergej Nemtschinow, russischer Eishockeyspieler und -trainer
- 14. Januar: Uwe Wegmann, deutscher Fußballspieler
- 16. Januar: Sergej Wostrikow, russischer Eishockeyspieler
- 17. Januar: Sergio Allievi, deutscher Fußballspieler
- 18. Januar: Gennadij Prokopenko, sowjetisch-russischer Skispringer
- 19. Januar: Sergej Schendelew, russischer Eishockeyspieler und -trainer
- 22. Januar: Catherine Quittet, französische Skirennläuferin
- 22. Januar: Carsten Kadach, deutscher Fußballschiedsrichter
- 24. Januar: Carole Merle, französische Skirennläuferin
- 25. Januar: Billy Andrade, US-amerikanischer Golfer
- 26. Januar: Danilo Antonipieri, italienischer Biathlet und Skilangläufer
- 26. Januar: Torkil Nielsen, färöischer Fußball- und Schachspieler
- 28. Januar: David Lawrence, englischer Cricketspieler († 2025)
- 31. Januar: Sharon Cain, US-amerikanische Handballspielerin

### Februar
- 02. Februar: Igor Boldin, russischer Eishockeyspieler und -trainer
- 03. Februar: Michael Rummenigge, deutscher Fußballspieler
- 04. Februar: Andrea Ullmann, deutsche Tischtennisspielerin
- 05. Februar: Jürgen Unger, deutscher Basketballschiedsrichter und Sportfunktionär († 2017)
- 09. Februar: Michael Arenz, deutscher Bogenschütze
- 10. Februar: Sam Graddy, US-amerikanischer Leichtathlet und Olympiasieger
- 12. Februar: Geir Andersen, norwegischer Nordischer Kombinierer
- 12. Februar: Stéphane Franke, deutscher Leichtathlet († 2011)
- 12. Februar: Mikael Källman, finnischer Handballspieler
- 14. Februar: Gianni Bugno, italienischer Radrennfahrer
- 14. Februar: Andreas Neitzel, deutscher Handballspieler
- 14. Februar: Sigrid Wolf, österreichische Skirennläuferin

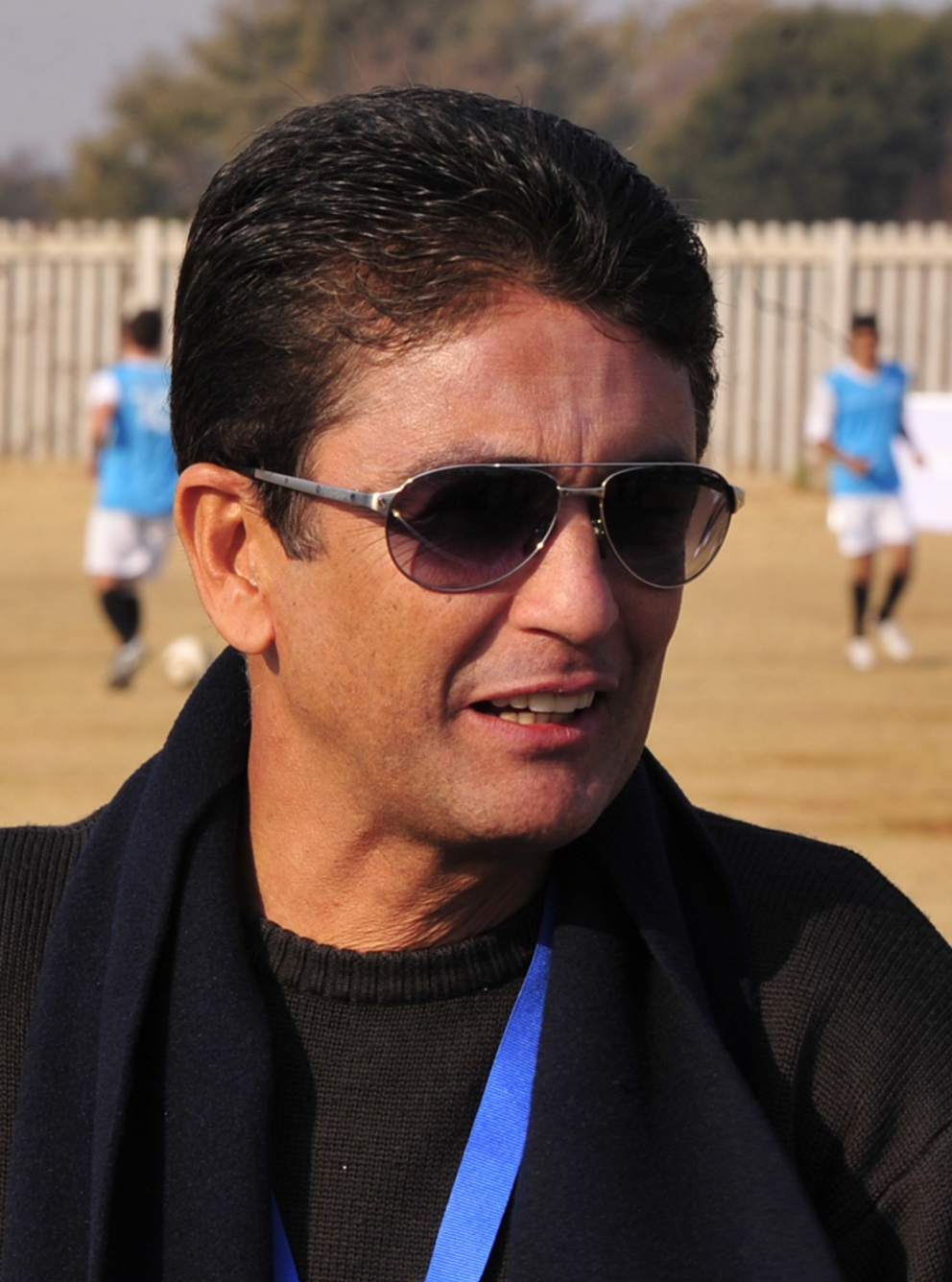
Bebeto

- 16. Februar: Bebeto, brasilianischer Fußballspieler
- 16. Februar: Walentina Jegorowa, russische Langstreckenläuferin und Olympiasiegerin
- 20. Februar: An Young-su, südkoreanischer Boxer
- 22. Februar: William Tanui, kenianischer Leichtathlet und Olympiasieger

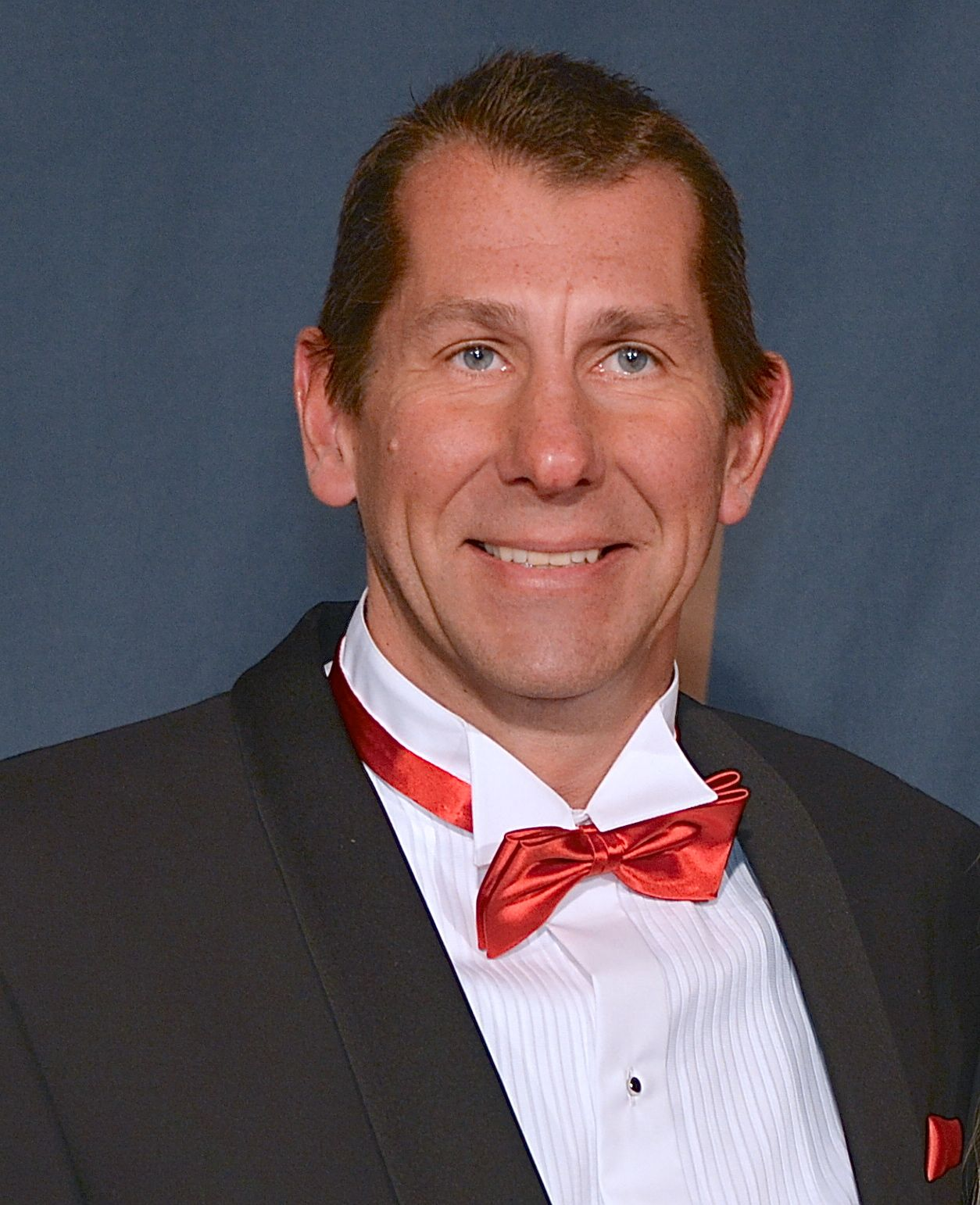
Magnus Wislander

- 22. Februar: Magnus Wislander, schwedischer Handballspieler und -trainer
- 23. Februar: Peter Kox, niederländischer Automobilrennfahrer
- 23. Februar: Miroslava Ritskiavitchius, deutsche Handballspielerin
- 24. Februar: Ute Geweniger, Schwimmsportlerin der DDR, Olympiasiegerin
- 25. Februar: Marion Isbert, deutsche Fußballspielerin
- 25. Februar: César Olivera, uruguayischer Fußballspieler und -trainer
- 25. Februar: Sergej Puschkow, russischer Eishockeyspieler und -trainer
- 26. Februar: Alfred Kaminski, deutscher Fußballtrainer
- 26. Februar: Wladimir Krylow, russischer Sprinter und Olympiasieger 1988
- 27. Februar: Thomas Lange, deutscher Ruderer und zweifacher Olympiasieger
- 28. Februar: Dschamolidin Abduschaparow, usbekischer Radrennfahrer
- 29. Februar: Henrik Sundström, schwedischer Tennisspieler
- 29. Februar: Marek Leśniak, polnischer Fußballspieler und -trainer
- 29. Februar: Ola Lindgren, schwedischer Handballtrainer
- 29. Februar: Larissa Peleschenko, russische Kugelstoßerin
- 29. Februar: Swilen Rusinow, bulgarischer Amateurboxer im Superschwergewicht

### März
- 03. März: Raymond Narac, französischer Unternehmer und Automobilrennfahrer
- 04. März: Emilia Eberle, rumänische Kunstturnerin
- 09. März: Paul Caligiuri, US-amerikanischer Fußballspieler
- 10. März: Aurélio Miguel, brasilianischer Judoka

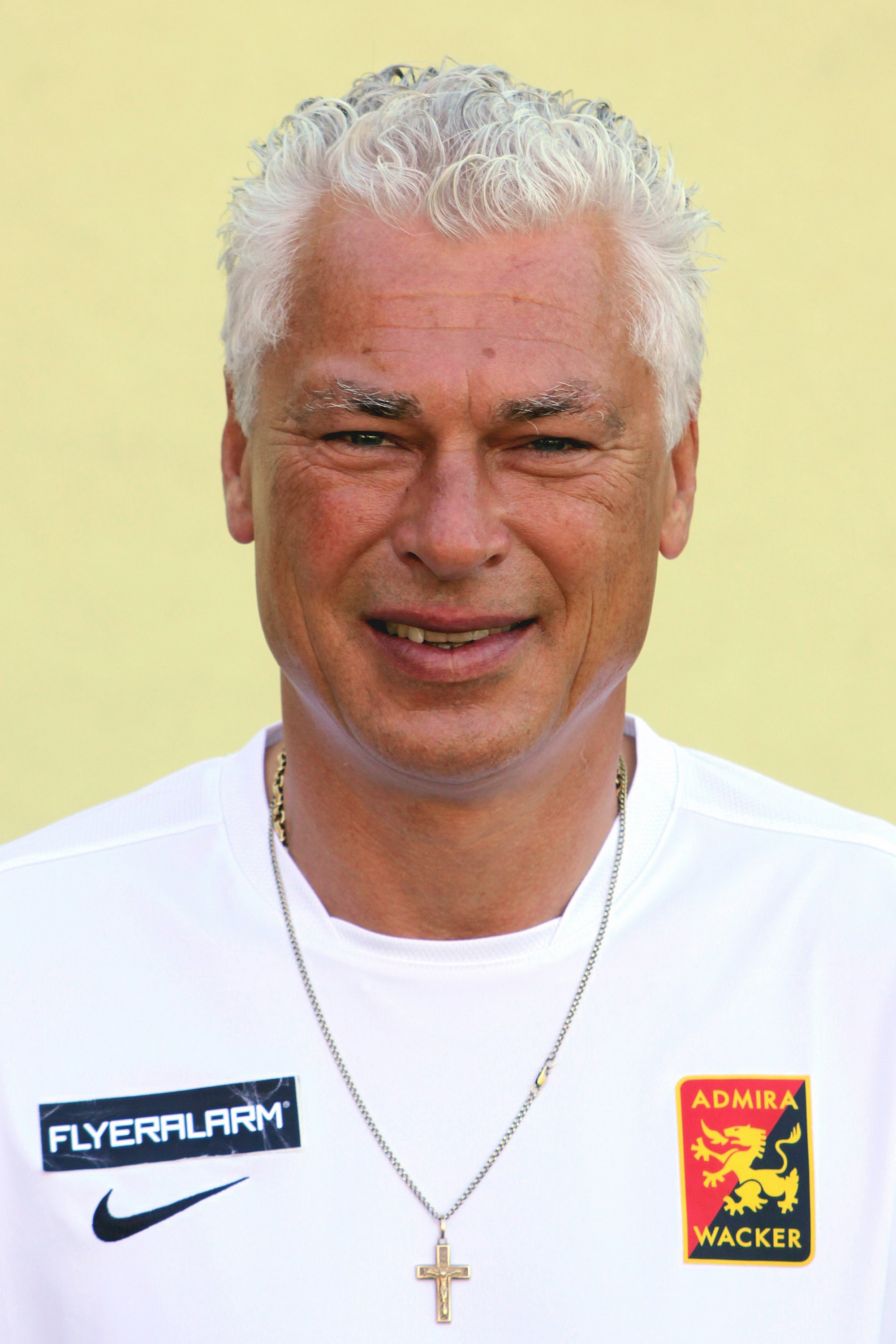
Toni Polster

- 10. März: Toni Polster, österreichischer Fußballspieler
- 11. März: Steffen Bringmann, deutscher Leichtathlet
- 11. März: Christian Henn, deutscher Radrennfahrer
- 12. März: Dieter Eckstein, deutscher Fußballspieler
- 13. März: Steve Collins, kanadischer Skispringer
- 15. März: Fernando De Napoli, italienischer Fußballspieler
- 16. März: Pascal Richard, Schweizer Radrennfahrer, Olympiasieger und Weltmeister
- 16. März: Jörg Schmadtke, deutscher Fußballspieler
- 17. März: Stefano Borgonovo, italienischer Fußballspieler und -trainer († 2013)
- 17. März: Lee Dixon, englischer Fußballspieler
- 19. März: Sergej Dmitrijew, russischer Fußballspieler und -trainer († 2022)
- 19. März: Nicola Larini, italienischer Automobilrennfahrer
- 24. März: Claude Landenbergue, Schweizer Schachspieler
- 24. März: Liz McColgan, schottische Leichtathletin
- 25. März: Christine von Grünigen, Schweizer Skirennläuferin
- 25. März: Alexei Prokurorow, sowjetisch-russischer Skilangläufer und Olympiasieger († 2008)
- 26. März: Martin Donnelly, nordirischer Automobilrennfahrer
- 26. März: Michael Frontzeck, deutscher Fußballspieler und -trainer
- 26. März: Staffan Olsson, schwedischer Handballspieler und -trainer
- 26. März: Arnaldo da Silva, brasilianischer Sprinter
- 28. März: Alan Kerr, kanadischer Eishockeyspieler
- 29. März: Alberto Di Chiara, italienischer Fußballspieler
- 29. März: Alexander Wolkow, sowjetisch-ukrainischer Basketballspieler
- 31. März: Jürgen Wegmann, deutscher Fußballspieler

### April
- 01. April: John Bosch, niederländischer Automobilrennfahrer
- 03. April: Lincoln Asquith, britischer Sprinter
- 03. April: Marco Ballotta, italienischer Fußballspieler
- 03. April: Bjarne Riis, dänischer Radrennfahrer
- 03. April: Jelena Rusina, russische Sprinterin
- 04. April: Ralf Allgöwer, deutscher Fußballspieler
- 04. April: Branco, brasilianischer Fußballspieler
- 04. April: Jeremy McWilliams, britischer Motorradrennfahrer
- 05. April: Marius Lăcătuș, rumänischer Fußballspieler
- 06. April: Juliet Cuthbert, jamaikanische Leichtathletin und Olympionikin
- 08. April: Dordi Nordby, norwegische Curlerin
- 11. April: Eline Coene, niederländische Badmintonspielerin
- 11. April: Dirk Leun, deutscher Handballtrainer
- 12. April: Ross Cheever, US-amerikanischer Automobilrennfahrer
- 13. April: Andy Goram, schottischer Fußballtorhüter und Cricketspieler († 2022)
- 14. April: Jeff Andretti, US-amerikanischer Automobilrennfahrer
- 15. April: Jörg-Uwe Lütt, deutscher Handballspieler
- 19. April: Frank-Peter Roetsch, deutscher Biathlet
- 21. April: Ludmila Engquist, russisch-schwedische Leichtathletin und Olympiasiegerin

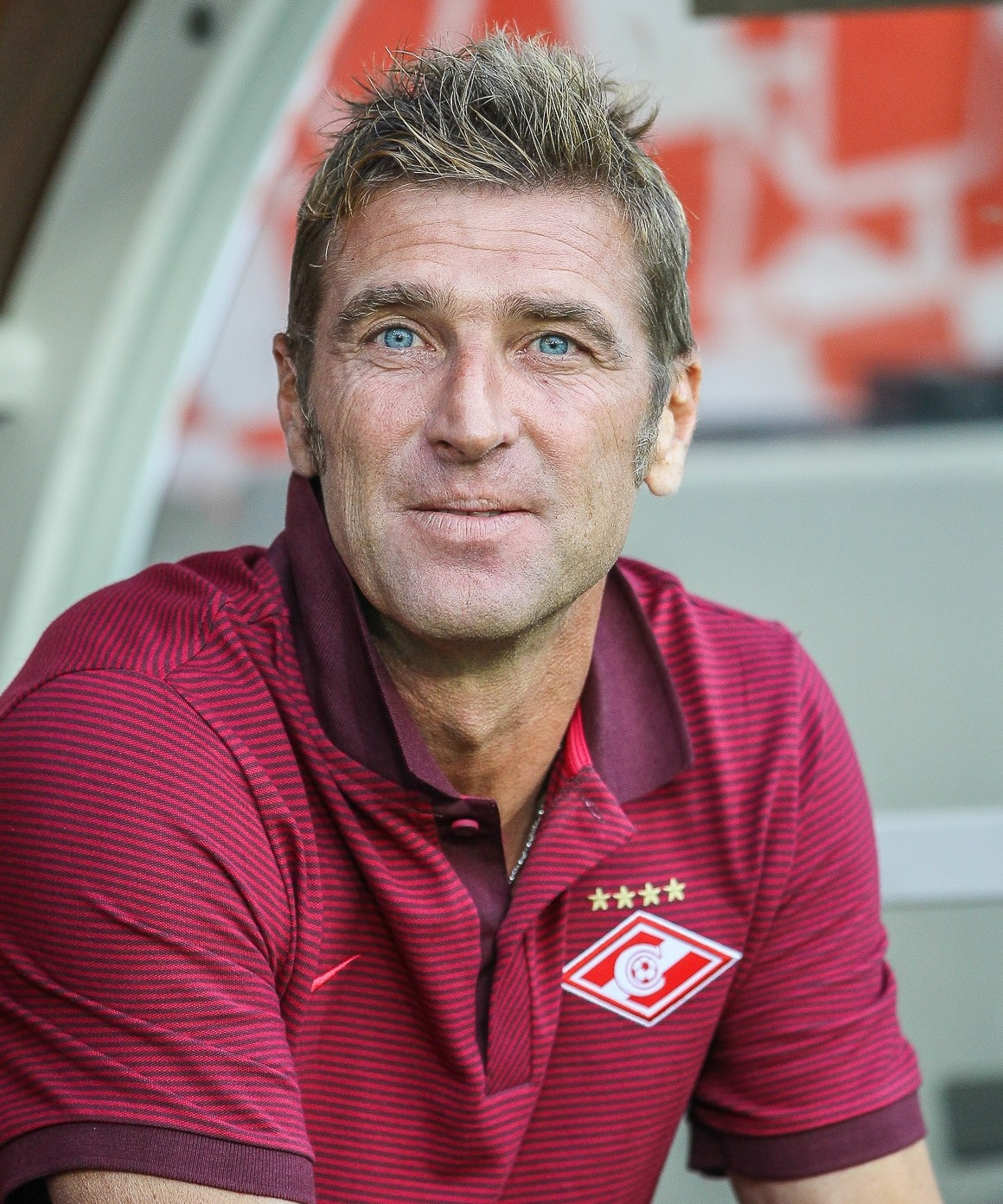
Massimo Carrera

- 22. April: Massimo Carrera, italienischer Fußballspieler und -trainer
- 24. April: Helga Arendt, deutsche Leichtathletin († 2013)
- 26. April: Tim Sugden, britischer Automobilrennfahrer
- 27. April: Julia Bogdanowa, russische Schwimmerin
- 27. April: Þórir Hergeirsson, isländischer Handballtrainer
- 28. April: Stephen Ames, kanadischer Golfer
- 28. April: Urs Sonderegger, Schweizer Rennfahrer
- 30. April: Ian Healy, australischer Cricketspieler
- 30. April: Lorenzo Staelens, belgischer Fußballspieler und -trainer

### Mai
- 01. Mai: Yvonne van Gennip, niederländische Eisschnellläuferin
- 02. Mai: Silvia Neid, deutsche Fußballspielerin und -trainerin

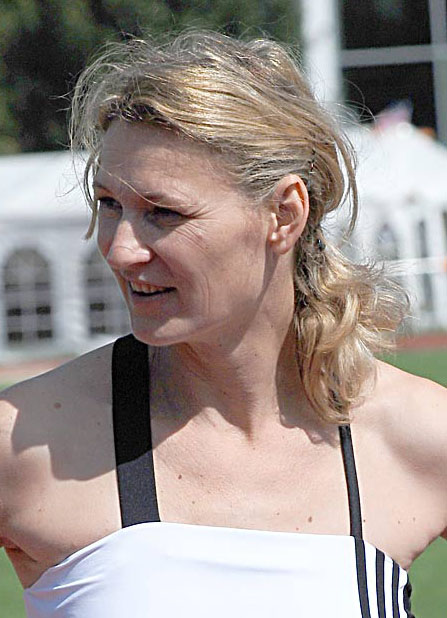
Heike Henkel

- 05. Mai: Heike Henkel, deutsche Hochspringerin
- 06. Mai: Andrea Chiesa, Schweizer Automobilrennfahrer
- 06. Mai: Roberto Franco, italienischer Freestyle-Skier
- 07. Mai: Giuseppe Iachini, italienischer Fußballspieler und -trainer
- 09. Mai: Flavio Giupponi, italienischer Radrennfahrer
- 10. Mai: Leonid Woloschin, tschechischer Schachspieler russischer Herkunft
- 11. Mai: Efstratios Apostolakis, griechischer Fußballspieler
- 13. Mai: Fernando Barboza, uruguayischer Fußballspieler und -trainer († 2014)
- 16. Mai: John Salley, US-amerikanischer Basketballspieler
- 17. Mai: Mauro Martini, italienischer Automobilrennfahrer
- 18. Mai: Andrej Sujew, russischer Eishockeytorwart und -trainer
- 19. Mai: Miloslav Mečíř, slowakischer Tennisspieler
- 26. Mai: Patrick Antaki, libanesischer Skeletonsportler
- 26. Mai: Sergei Michailowitsch Kosminin, sowjetischer Judoka
- 26. Mai: Walerij Salow, russischer Schachmeister
- 26. Mai: Alison Wyeth, britische Mittel- und Langstreckenläuferin
- 27. Mai: Volker Abramczik, deutscher Fußballspieler
- 28. Mai: Jeff Fenech, australischer Boxer und Boxtrainer
- 30. Mai: Andrea Montermini, italienischer Automobilrennfahrer
- 30. Mai: Corinne Schmidhauser, Schweizer Skirennläuferin und Politikerin

### Juni
- 01. Juni: Davy Jones, US-amerikanischer Automobilrennfahrer
- 04. Juni: Heiko Thiel, deutscher Fußballspieler
- 05. Juni: Martin Heuberger, deutscher Handballspieler und -trainer
- 07. Juni: Armin Assinger, österreichischer Skirennläufer und Fernsehmoderator
- 08. Juni: Harry Reynolds, US-amerikanischer Leichtathlet und Olympiasieger
- 09. Juni: Thomas Klauser, deutscher Skispringer
- 11. Juni: Gunnar Sauer, deutscher Fußballspieler
- 11. Juni: Jean Alesi, französischer Formel-1-Rennfahrer
- 11. Juni: Kim Gallagher, US-amerikanische Leichtathletin († 2002)
- 12. Juni: Uwe Kamps, deutscher Fußballspieler
- 13. Juni: Šarūnas Marčiulionis, litauischer Basketballspieler
- 13. Juni: Tamara Tichonowa, russische Skilangläuferin und Olympiasiegerin
- 14. Juni: Guga, brasilianischer Fußballspieler
- 15. Juni: Michael Laudrup, dänischer Fußballspieler
- 16. Juni: Michael Lusch, deutscher Fußballspieler

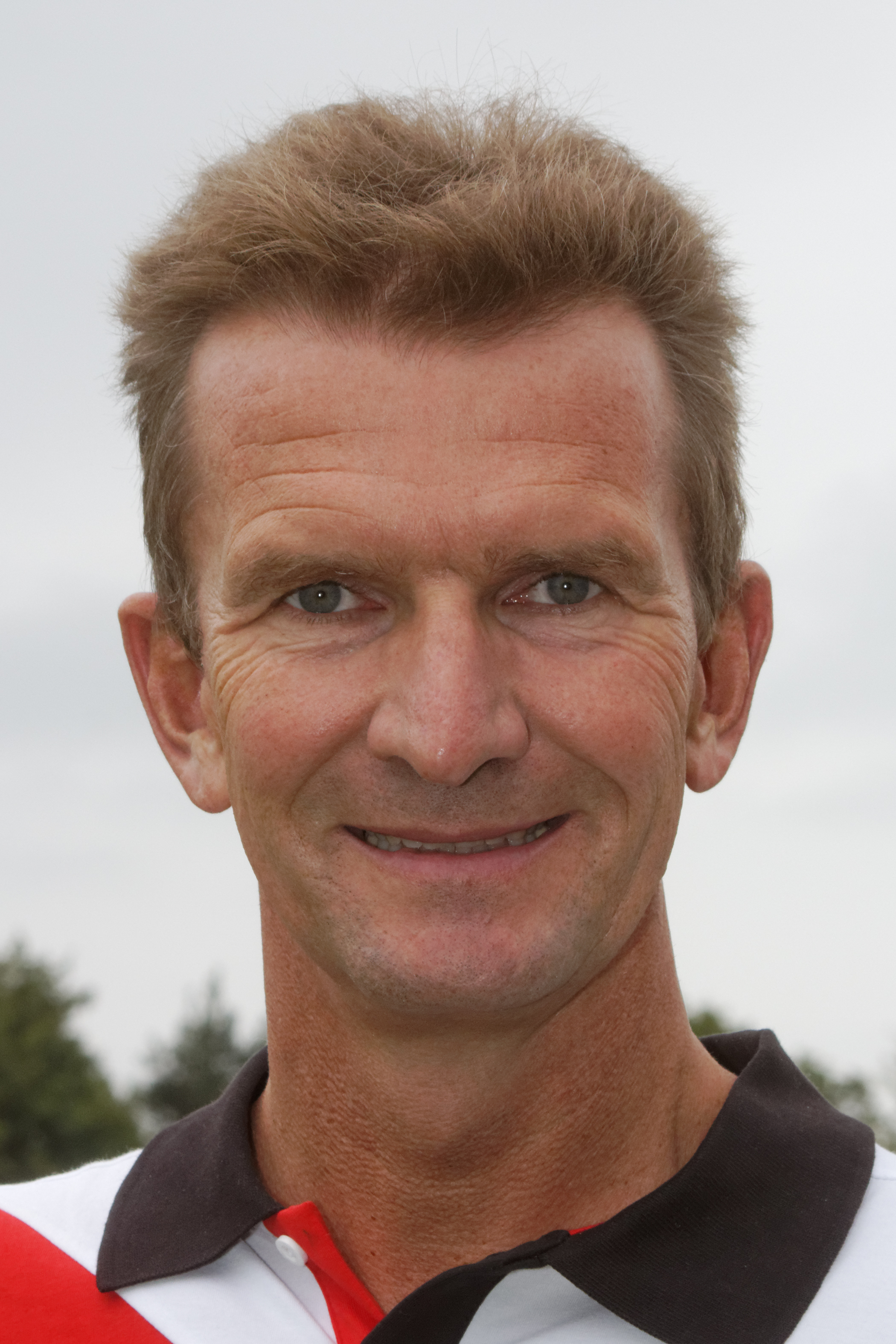
Michael Groß

- 17. Juni: Michael Groß, deutscher Schwimmer
- 17. Juni: Dirk Raudies, deutscher Motorradrennfahrer
- 17. Juni: Ricardo Moniz, niederländischer Fußballtrainer
- 19. Juni: Kevin Schwantz, US-amerikanischer Motorradrennfahrer
- 20. Juni: Pierfrancesco Chili, italienischer Motorradrennfahrer
- 20. Juni: Silke Möller, deutsche Leichtathletin (DDR)
- 22. Juni: Miroslav Kadlec, tschechischer Fußballspieler
- 23. Juni: Lou Yun, chinesischer Geräteturner und Olympiasieger
- 24. Juni: Günther Mader, österreichischer Skirennläufer
- 24. Juni: Adel Massaad, deutsch-ägyptischer Tischtennisspieler
- 24. Juni: Georg Zug, deutscher Fußballspieler
- 25. Juni: Sonia Denoncourt, kanadische Fußballschiedsrichterin
- 25. Juni: Ernst Vettori, österreichischer Skispringer
- 25. Juni: Johnny Herbert, britischer Automobilrennfahrer
- 26. Juni: Emilio Cuppini, italienischer Motorradrennfahrer
- 26. Juni: Tommi Mäkinen, finnischer Rallyefahrer
- 27. Juni: P. T. Usha, indische Leichtathletin
- 30. Juni: Giancarlo Falappa, italienischer Motorradrennfahrer

### Juli
- 01. Juli: Giovanna Arbunic Castro, chilenische Schachspielerin
- 01. Juli: Franz Wohlfahrt, österreichischer Fußballspieler Franz Wohlfahrt

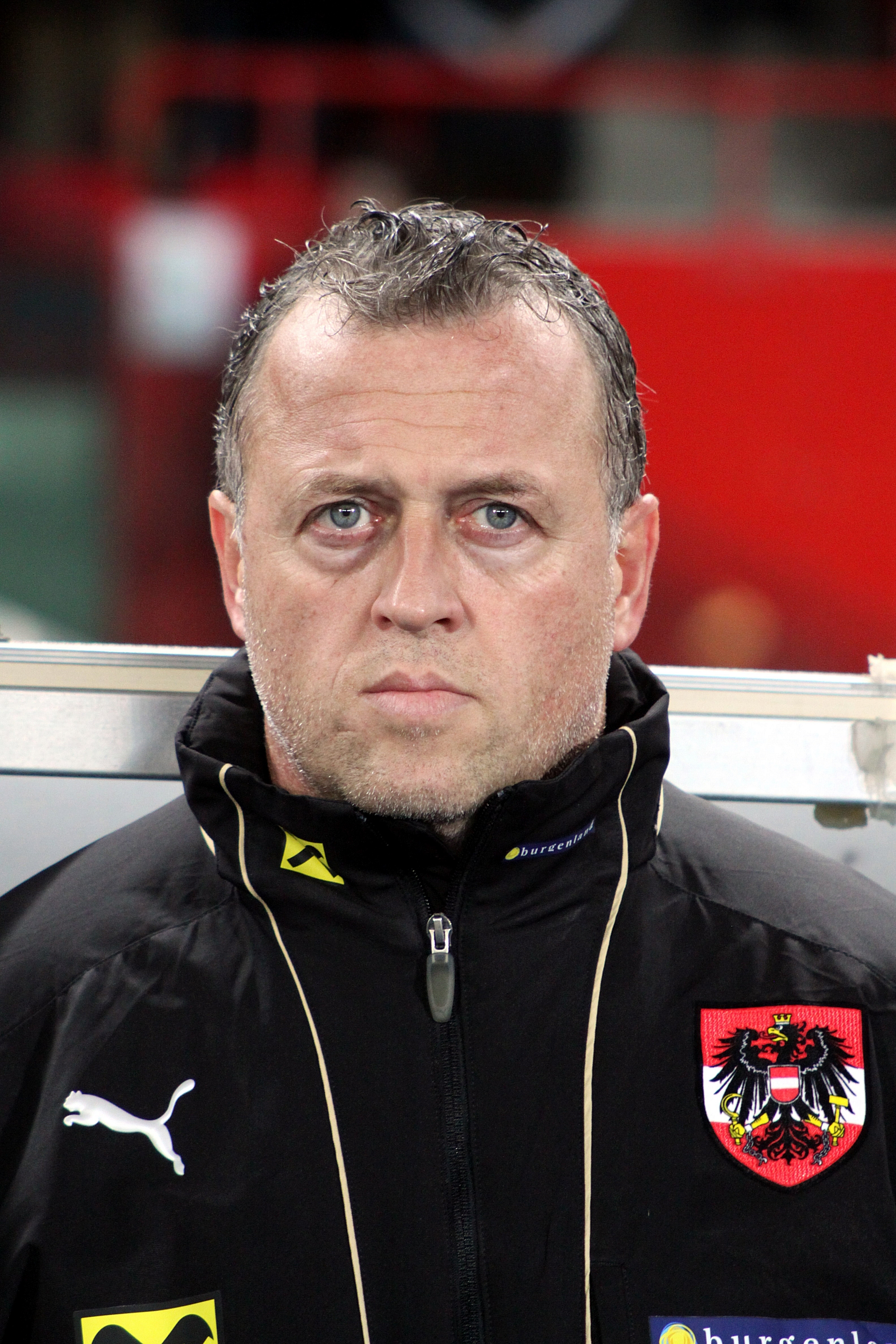
Franz Wohlfahrt

- 02. Juli: José Canseco, kubanischer Baseballspieler
- 02. Juli: Éric Srecki, französischer Degenfechter
- 04. Juli: Misko Antisin, schweizerisch-kanadischer Eishockeyspieler
- 05. Juli: Filip De Wilde, belgischer Fußballspieler
- 05. Juli: Piotr Nowak, polnischer Fußballspieler
- 07. Juli: John Kostecki, US-amerikanischer Segler
- 08. Juli: Alexej Gussarow, russischer Eishockeyspieler
- 09. Juli: Gianluca Vialli, italienischer Fußballspieler († 2023)
- 12. Juli: Swetlana Bogdanowa, sowjetische und russische Handballspielerin
- 16. Juli: Aschot Anastassjan, armenischer Schachgroßmeister († 2016)
- 16. Juli: Miguel Indurain, spanischer Radrennfahrer
- 17. Juli: Norbert Dobeleit, deutscher Leichtathlet
- 17. Juli: Earl Jones, US-amerikanischer Mittelstreckenläufer
- 19. Juli: Masahiko Kondō, japanischer Sänger, Schauspieler und Automobilrennfahrer
- 19. Juli: Mauro Ribeiro, brasilianischer Radrennfahrer
- 19. Juli: Dmitri Alexejewitsch Schabanow, russischer Segler
- 20. Juli: Bernd Schneider, deutscher Automobilrennfahrer
- 21. Juli: Jens Weißflog, deutscher Skispringer, Olympiasieger (DDR)
- 26. Juli: Tatjana Mittermayer, deutsche Freestyle-Skisportlerin
- 28. Juli: Karin Buder, österreichische Skirennläuferin
- 28. Juli: Torsten Kühnemund, deutscher Degenfechter
- 30. Juli: Jürgen Klinsmann, deutscher Fußballspieler und Bundestrainer Jürgen Klinsmann

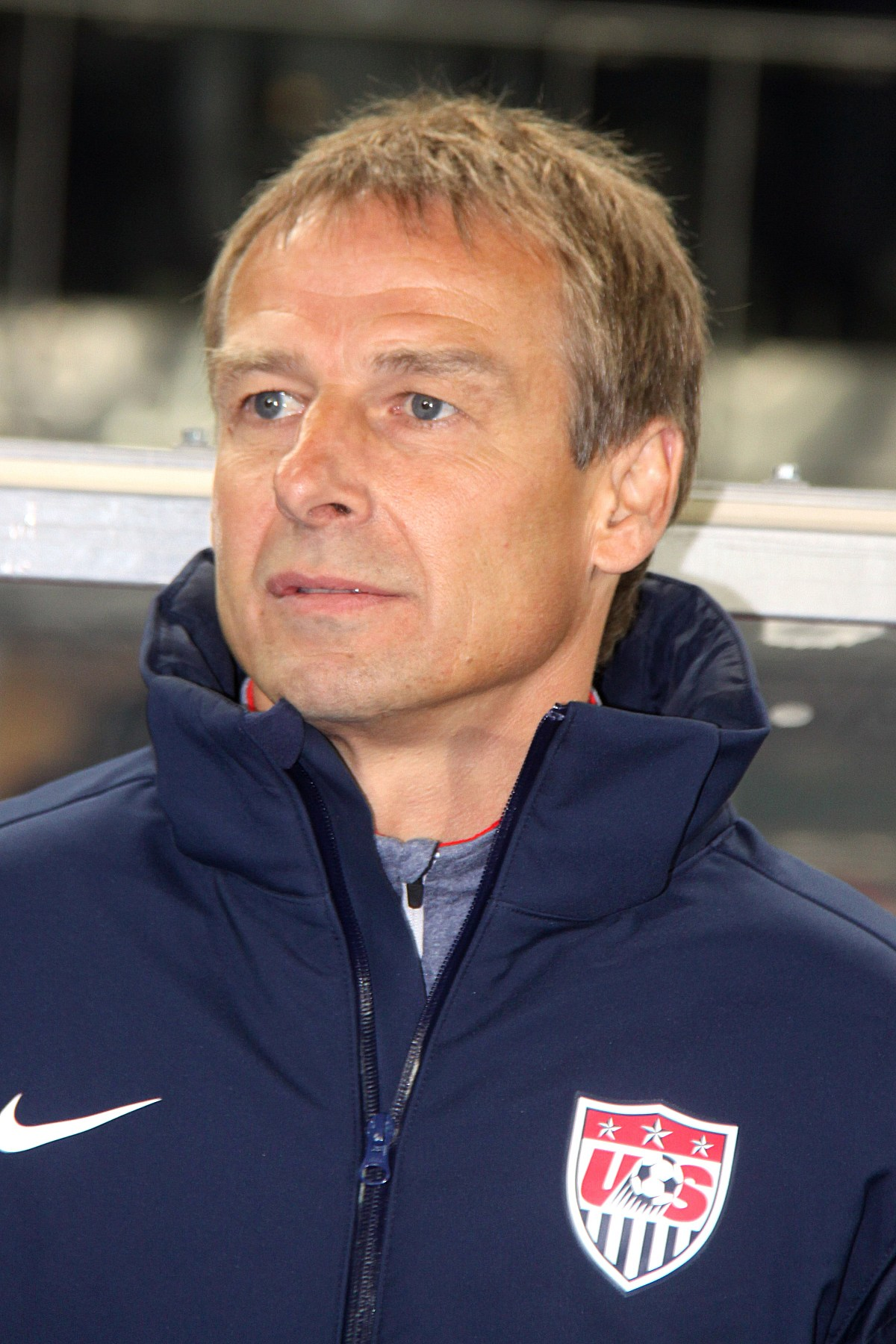
Jürgen Klinsmann

- 31. Juli: Wendell Alexis, US-amerikanischer Basketballspieler

### August
- 01. August: Detlef Dezelak, deutscher Fußballspieler
- 01. August: Natallja Schykalenka, sowjetisch-belarussische Speerwerferin († 2025)
- 01. August: Maria Usifo, nigerianische Leichtathletin
- 02. August: Frank Biela, deutscher Automobilrennfahrer
- 09. August: Juri Chmyljow, russischer Eishockeyspieler
- 09. August: Brett Hull, kanadisch-US-amerikanischer Eishockeyspieler
- 09. August: Maurizio Vandelli, italienischer Radrennfahrer
- 11. August: Uwe Ampler, deutscher Radrennfahrer und Olympiasieger
- 14. August: Tibor Komáromi, ungarischer Ringer
- 15. August: André Golke, deutscher Fußballspieler
- 15. August: Sam Schmidt, US-amerikanischer Automobilrennfahrer, Rennstallbesitzer und Geschäftsmann
- 16. August: Jimmy Arias, US-amerikanischer Tennisspieler
- 17. August: Jorginho, brasilianischer Fußballspieler und -trainer
- 18. August: Richard Hay, britischer Automobilrennfahrer
- 19. August: Axel Roos, deutscher Fußballspieler
- 20. August: Giuseppe Giannini, italienischer Fußballspieler und -trainer
- 22. August: Mats Wilander, schwedischer Tennisspieler
- 23. August: Johan Bruyneel, belgischer Radrennfahrer
- 24. August: Éric Bernard, französischer Automobilrennfahrer
- 24. August: Carlos Hermosillo, mexikanischer Fußballspieler
- 26. August: George Boroi, rumänischer Leichtathlet
- 28. August: Rolf Mayr, deutscher Basketballspieler
- 29. August: Jordi Arrese, spanischer Tennisspieler
- 29. August: Vladislav Broda, deutscher Tischtennisspieler

### September
- 04. September: Hubertus Becker, deutscher Fußballspieler
- 04. September: Alexandra Leonowa, russische Basketballspielerin
- 04. September: Robson da Silva, brasilianischer Sprinter und Olympiadritter
- 05. September: Frank Farina, italienisch-australischer Fußballtrainer und Fußballspieler
- 06. September: Robyn Grey-Gardner, australische Ruderin
- 07. September: Andy Hug, Schweizer Kampfsportler († 2000)
- 12. September: Dieter Hecking, deutscher Fußballspieler und -trainer
- 14. September: Paoletta Magoni, italienische Skirennläuferin
- 17. September: Franck Piccard, französischer Skirennläufer und Motorsportler
- 19. September: Enrico Bertaggia, italienischer Automobilrennfahrer
- 20. September: Mats Ericson, schwedischer Skirennläufer
- 21. September: Carlos Aguilera, uruguayischer Fußballspieler
- 24. September: Jeff Krosnoff, US-amerikanischer Automobilrennfahrer († 1996)
- 28. September: Gregor Fisken, britischer Unternehmer und Automobilrennfahrer
- 30. September: Jürgen Querengässer, deutscher Handballspieler

### Oktober
- 01. Oktober: Roger De Sá, südafrikanisch-mosambikanischer Fußballtorhüter und -trainer
- 01. Oktober: Jérôme Policand, französischer Automobilrennfahrer
- 02. Oktober: Macharbek Chadarzew, russischer Ringer
- 03. Oktober: Anatolij Jemelin, russischer Eishockeyspieler und -trainer

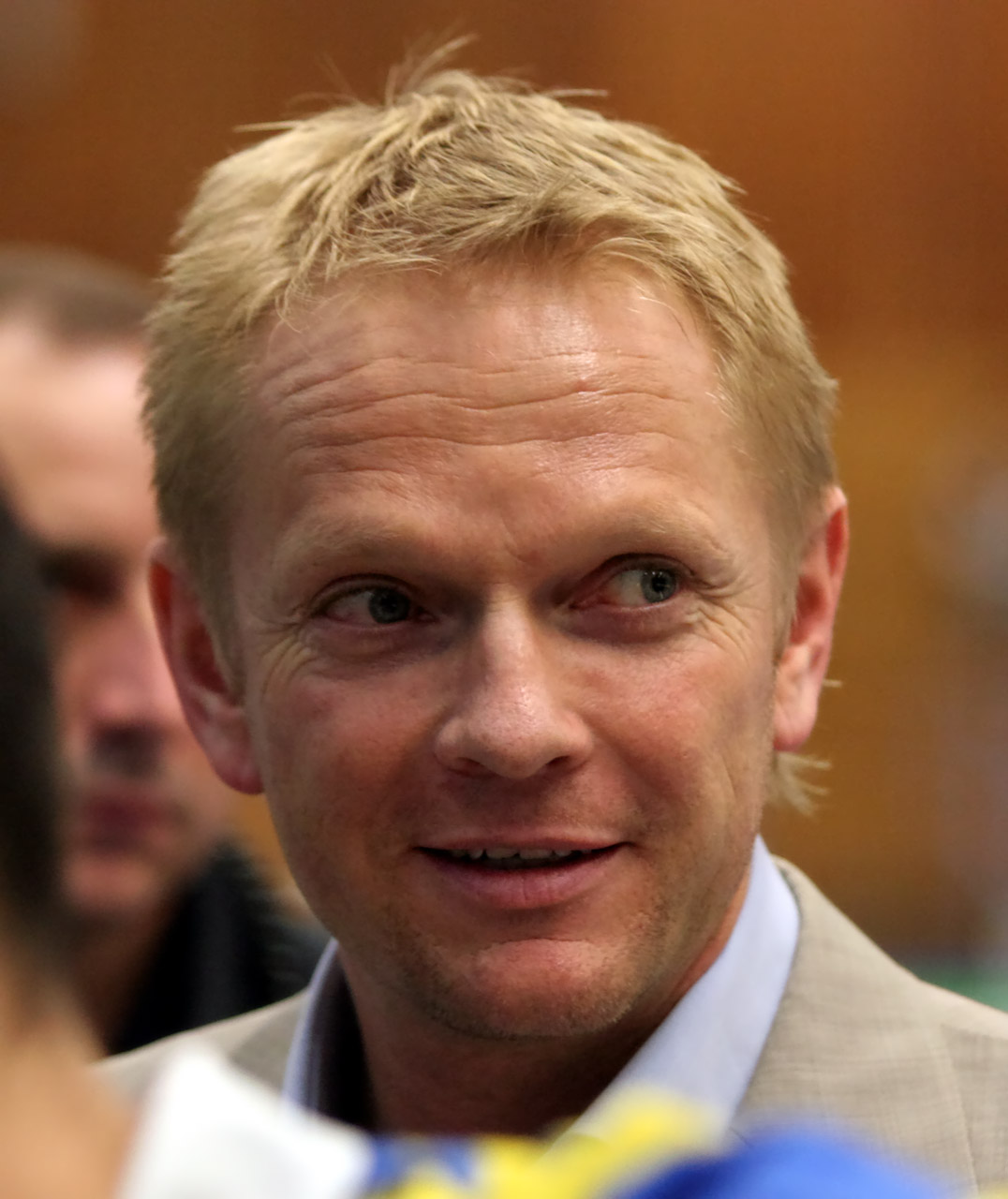
Thorsten Storm

- 06. Oktober: Thorsten Storm, deutscher Handballmanager und -spieler
- 09. Oktober: Martín Jaite, argentinischer Tennisspieler
- 10. Oktober: Maxi Gnauck, deutsche Kunstturnerin (DDR)
- 14. Oktober: Ludo Dierckxsens, belgischer Radrennfahrer († 2025)
- 19. Oktober: Márcio Bittencourt, brasilianischer Fußballspieler und -trainer
- 20. Oktober: Thorsten Koy, deutscher Fußballspieler
- 22. Oktober: Jörg Brümmer, deutscher Judoka und Sumō-Sportler
- 22. Oktober: Craig Levein, schottischer Fußballspieler und -trainer
- 22. Oktober: Dražen Petrović, kroatischer Basketballspieler († 1993)
- 24. Oktober: Frode Grodås, norwegischer Fußballtrainer
- 27. Oktober: Andreas Gielchen, deutscher Fußballspieler († 2023)
- 28. Oktober: Scott Russell, US-amerikanischer Motorradrennfahrer
- 29. Oktober: Alexei Marjin, russischer Eishockeytorwart († 2016)
- 30. Oktober: Steven Andskär, schwedischer Automobilrennfahrer
- 30. Oktober: Jean-Marc Bosman, belgischer Fußballspieler
- 31. Oktober: Marco van Basten, niederländischer Fußballspieler

### November
- 02. November: Desmond Armstrong, US-amerikanischer Fußballspieler
- 05. November: Stefan Angehrn, schweizerischer Boxer
- 08. November: Hilde Gjermundshaug Pedersen, norwegische Skilangläuferin
- 10. November: Waleri Babanow, russischer Bergsteiger
- 11. November: Milko Poptschew, bulgarischer Schachspieler
- 11. November: Peter Veselovský, slowakischer Eishockeyspieler († 2025)
- 12. November: Thomas Berthold, deutscher Fußballspieler
- 12. November: Jakob Hlasek, Schweizer Tennisspieler
- 13. November: Ronald Agénor, haitianisch-US-amerikanischer Tennisspieler
- 16. November: Dwight Gooden, US-amerikanischer Baseballspieler
- 16. November: Renato Tosio, Schweizer Eishockeytorhüter
- 17. November: Marina Tscherkassowa, russische Eiskunstläuferin
- 18. November: Daniel Aceves, mexikanischer Ringer
- 19. November: Beatrice Gafner, Schweizer Skirennläuferin
- 19. November: Swetlana Warganowa, russische Schwimmerin
- 20. November: Michael Komma, deutscher Eishockeyspieler, -trainer und -funktionär
- 21. November: Pål Lundin, schwedischer Fußballtorhüter
- 22. November: Robert Slater, australischer Fußballspieler
- 26. November: Vreni Schneider, Schweizer Skirennläuferin
- 27. November: Jörg Blauert, deutscher Schachspieler

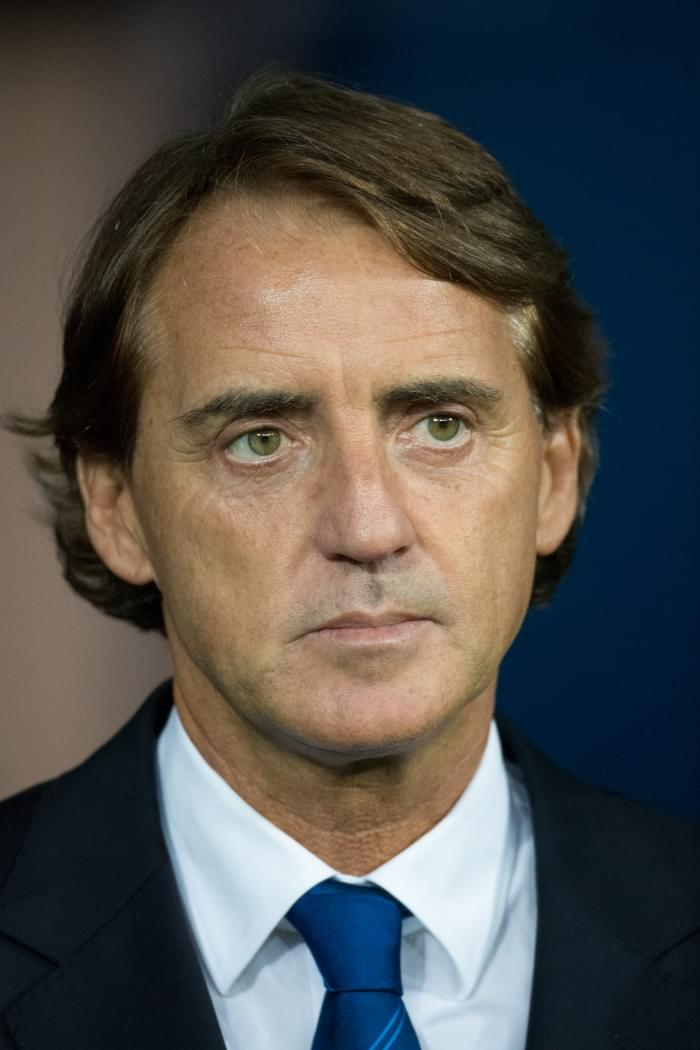
Roberto Mancini

- 27. November: Roberto Mancini, italienischer Fußballspieler und -trainer
- 28. November: Armin Bittner, deutscher Skirennläufer

### Dezember
- 01. Dezember: Salvatore Schillaci, italienischer Fußballspieler († 2024)
- 03. Dezember: Joey McLoughlin, britischer Radrennfahrer
- 04. Dezember: Gianpaolo Grisandi, italienischer Radrennfahrer († 2025)
- 05. Dezember: Park Joo-bong, südkoreanischer Badmintonspieler
- 06. Dezember: Martin Bell, britischer Skirennläufer
- 07. Dezember: Wladimir Artjomow, russischer Kunstturner
- 07. Dezember: Knut Tore Berland, norwegischer Biathlet und Biathlontrainer
- 08. Dezember: Armin Eck, deutscher Fußballspieler
- 09. Dezember: Jörg Kretzschmar, deutscher Fußballspieler
- 11. Dezember: Franco Ballerini, italienischer Radrennfahrer († 2010)
- 13. Dezember: Dieter Eilts, deutscher Fußballspieler und -trainer
- 13. Dezember: Ricardo Gomes, brasilianischer Fußballtrainer und -spieler
- 16. Dezember: Roberto Conti, italienischer Radrennfahrer

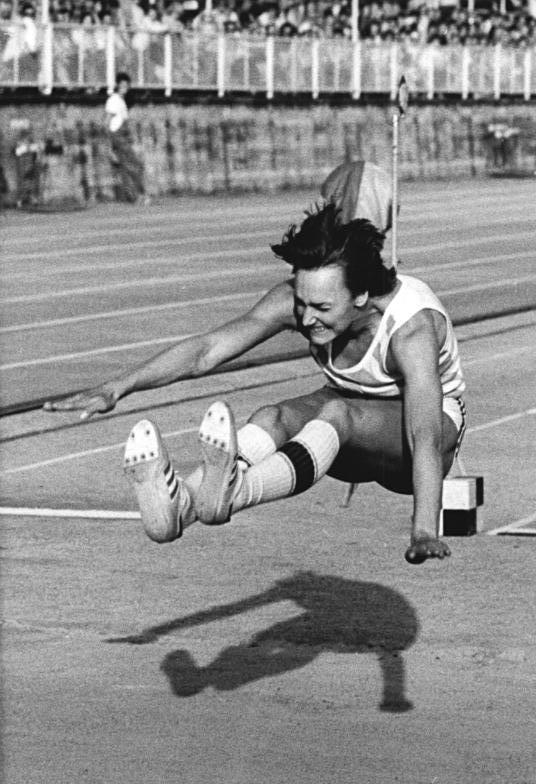
Heike Drechsler

- 16. Dezember: Heike Drechsler, deutsche Leichtathletin
- 16. Dezember: Anfissa Reszowa, russische Skilangläuferin, Biathletin und Olympiasiegerin († 2023)
- 18. Dezember: Steve Austin, US-amerikanischer Wrestler und Schauspieler
- 18. Dezember: Mike Pigg, US-amerikanischer Triathlet
- 19. Dezember: Randall McDaniel, US-amerikanischer American-Football-Spieler
- 19. Dezember: Arvydas Sabonis, litauischer Basketballspieler
- 20. Dezember: Marina Pestowa, russische Eiskunstläuferin
- 23. Dezember: Jens Heppner, deutscher Radrennfahrer
- 30. Dezember: Hans-Georg Dreßen, deutscher Fußballspieler
- 31. Dezember: Fljura Chassanowa, kasachische Schachspielerin

### Datum unbekannt
- Tone Folkeson, norwegische Tischtennisspielerin

## Gestorben

### Januar
- 01. Januar: Stephen Ruddy, US-amerikanischer Schwimmer und Wasserballspieler (* 1901)
- 01. Januar: Ernst Zündorf, deutscher Motorradrennfahrer (* 1897)
- 02. Januar: Oldřich Kučera, tschechoslowakischer Eishockeyspieler und -trainer (* 1914)
- 02. Januar: Georges Tapie, französischer Ruderer (* 1910)
- 07. Januar: Reg Parnell, britischer Automobilrennfahrer und Teamchef (* 1911)
- 08. Januar: Martin Stixrud, norwegischer Eiskunstläufer (* 1876)
- 10. Januar: James Montgomery, kanadischer Sportschütze (* 1891)
- 14. Januar: Simon Gillis, US-amerikanischer Hammerwerfer (* 1880)
- 15. Januar: Oscar Guttormsen, norwegischer Leichtathlet (* 1884)
- 16. Januar: Cyril Porter, britischer Langstreckenläufer (* 1890)
- 19. Januar: Clement Browne, US-amerikanischer Wasserballspieler (* 1896)
- 20. Januar: Karl-Johan Svensson, schwedischer Turner (* 1887)
- 21. Januar: Juho Jaakonaho, finnischer Radrennfahrer (* 1882)
- 31. Januar: Otto Kürschner, deutscher Radrennfahrer (* 1904)
- 000Januar: Max Schmid, Schweizer Ruderer (* unbekannt)

### Februar
- 02. Februar: Jakob Brendel, deutscher Ringer (* 1907)
- 05. Februar: Harold McMunn, kanadischer Eishockeyspieler (* 1902)
- 05. Februar: Max Sailer, deutscher Automobilrennfahrer und Ingenieur (* 1882)
- 08. Februar: Jacques Morisson, französischer Eishockeyspieler (* 1907)
- 09. Februar: Eberhard Vogdt, estnischer Segler (* 1902)
- 13. Februar: Pat Ryan, US-amerikanischer Leichtathlet (* 1883)
- 20. Februar: Niels Løw, dänischer Leichtathlet (* 1881)
- 21. Februar: John Brennan, US-amerikanischer Weit- und Dreispringer (* 1879)
- 23. Februar: Stanley Glover, kanadischer Leichtathlet (* 1908)
- 25. Februar: Maurice Farman, französischer Bahnradsportler, Automobilrennfahrer, Luftfahrtpionier und Unternehmer (* 1877)
- 29. Februar: William Kramer, US-amerikanischer Langstreckenläufer (* 1884)

### März
- 01. März: Zygmunt Ginter, polnischer Eishockeyspieler (* 1918)
- 02. März: Augustin Krist, tschechoslowakischer Fußballschiedsrichter und Sportfunktionär (* 1894)
- 13. März: Donald Linden, kanadischer Geher (* 1877)
- 13. März: Harold Pycock, britischer Schwimmer und Sportfunktionär (* 1900)
- 20. März: Charles Lavaivre, französischer Eishockeyspieler (* 1905)
- 20. März: Janez Polda, jugoslawischer Skispringer (* 1924)
- 25. März: Martin Borthen, norwegischer Segler (* 1878)
- 25. März: George Philbrook, US-amerikanischer Leichtathlet (* 1884)
- 27. März: Hermann Garrn, deutscher Fußballspieler (* 1888)
- 28. März: Mario Balla, italienischer Wasserballspieler (* 1903)
- 30. März: Ethel Johnson, britische Leichtathletin (* 1908)
- 000März: James Sullivan, US-amerikanischer Mittelstreckenläufer (* 1885)

### April
- 01. April: Giovanni Giacone, italienischer Fußballtorhüter (* 1900)
- 05. April: Frank Southall, britischer Radrennfahrer (* 1904)
- 05. April: Willem Stibolt, norwegischer Tennisspieler (* 1890)
- 19. April: Bert Mee, englischer Fußballschiedsrichter (* 1893)
- 23. April: Irving Parkes, kanadischer Leichtathlet (* 1886)
- 23. April: Andrea Vuerich, italienischer Skisportler (* 1907)
- 24. April: Hermann Barrelet, französischer Ruderer (* 1879)
- 24. April: Lou Dijkstra, niederländischer Eisschnellläufer (* 1909)
- 25. April: Edmond Bimont, französischer Leichtathlet (* 1897)
- 25. April: Andreas Krogh, norwegischer Eiskunstläufer (* 1894)
- 29. April: Lukas Nielsen, dänischer Turner (* 1884)

### Mai
- 03. Mai: Clóvis Raposo, brasilianischer Leichtathlet (* 1909)
- 04. Mai: André Lefèbvre, französischer Automobilkonstrukteur und -rennfahrer (* 1894)
- 05. Mai: Eugène Olivier, französischer Degenfechter (* 1881)
- 07. Mai: Rune Bergström, schwedischer Fußballspieler (* 1891)
- 07. Mai: Geoffrey Holmes, britischer Eishockeyspieler (* 1894)
- 07. Mai: Axel Norling, schwedischer Geräteturner und Tauzieher (* 1884)
- 09. Mai: Erik Malmberg, schwedischer Ringer (* 1897)
- 12. Mai: Hubert Menten, niederländischer Bobfahrer (* 1873)
- 13. Mai: James Carson, US-amerikanischer Wasserballspieler (* 1901)
- 17. Mai: John Moore-Brabazon, britischer Luftfahrtpionier und konservativer Politiker und Automobilrennfahrer (* 1884)
- 22. Mai: Gian Andreossi, Schweizer Eishockeyspieler (* 1907)
- 26. Mai: Sven Friberg, schwedischer Fußballspieler (* 1895)
- 000Mai: Jack Parker, US-amerikanischer Leichtathlet (* 1915)

### Juni
- 06. Juni: Albina Osipowich, US-amerikanische Schwimmerin (* 1911)
- 08. Juni: José Farías, peruanischer Leichtathlet (* 1909)
- 09. Juni: Niels Turin Nielsen, dänischer Turner (* 1887)
- 11. Juni: Otto Männel, deutscher Radrennfahrer (* 1887)
- 13. Juni: Olaf Syvertsen, norwegischer Turner (* 1884)
- 15. Juni: Schuyler Carron, US-amerikanischer Bobfahrer (* 1921)
- 18. Juni: Per Nilsson, schwedischer Turner (* 1890)
- 18. Juni: Rudolf Rauch, österreichischer Leichtathlet (* 1892)
- 19. Juni: Blanche Nash, südafrikanische Schwimmerin (* 1902)
- 20. Juni: Banner Johnstone, britischer Ruderer (* 1882)
- 23. Juni: Walter Rütt, deutscher Radrennfahrer (* 1883)
- 26. Juni: Armas Kinnunen, finnischer Leichtathlet (* 1900)
- 30. Juni: Ragnar Stare, schwedischer Sportschütze (* 1884)

### Juli
- 04. Juli: Frederik Ahrensborg Clausen, dänischer Radrennfahrer (* 1895)
- 05. Juli: Herbert von Petersdorff, deutscher Schwimmer (* 1881)
- 07. Juli: Lillian Copeland, US-amerikanische Leichtathletin (* 1904)
- 07. Juli: Albert Michelsen, US-amerikanischer Leichtathlet (* 1893)
- 13. Juli: Per Jespersen, norwegischer Turner (* 1888)
- 16. Juli: Adolf Seebaß, deutscher Turner (* 1890)
- 18. Juli: Sydney Gooday, britisch-kanadischer Schwimmer (* 1887)
- 19. Juli: Karl Recktenwald, deutscher Motorradrennfahrer (* 1931)
- 21. Juli: Erich Köchermann, deutscher Leichtathlet (* 1904)
- 22. Juli: Alexander Richardson, britischer Bobfahrer (* 1887)
- 23. Juli: Frederick Grace, britischer Boxer (* 1884)
- 26. Juli: Francis Curzon, 5. Earl Howe, britischer Offizier, Politiker und Automobilrennfahrer (* 1884)
- 26. Juli: Gordon Dunn, US-amerikanischer Leichtathlet (* 1912)

### August
- 01. August: Taffy Abel, US-amerikanischer Eishockeyspieler (* 1900)
- 01. August: Pierre Georget, französischer Bahnradsportler (* 1917)
- 02. August: Bernhard Stübecke, deutscher Radrennfahrer (* 1904)
- 05. August: Karl Ritter von Halt, deutscher Zehnkämpfer und Sportfunktionär (* 1891)
- 06. August: Clarence Edmundson, US-amerikanischer Leichtathlet und Basketballtrainer (* 1886)
- 06. August: Risto Kuntsi, finnischer Leichtathlet (* 1912)
- 07. August: Henk Vermetten, niederländischer Fußballspieler (* 1895)
- 08. August: Lala Sjöqvist, schwedische Wasserspringerin (* 1903)
- 16. August: Albino Carraro, italienischer Fußballschiedsrichter und -trainer (* 1899)
- 16. August: Anthonij Guépin, niederländischer Segler (* 1897)
- 16. August: Paul Weinstein, deutscher Leichtathlet (* 1878)
- 20. August: Émile Cornic, französischer Fechter (* 1894)
- 28. August: Jens Hajslund, dänischer Sportschütze (* 1877)
- 28. August: Anders Lundgren, norwegischer Segler (* 1898)
- 29. August: Josef Šroubek, tschechoslowakischer Fußball- und Eishockeyspieler (* 1891)

### September
- 03. September: Mario Lusiani, italienischer Radrennfahrer (* 1903)
- 04. September: Bror Fock, schwedischer Langstreckenläufer (* 1888)
- 04. September: Paul Klingenburg, deutscher Wasserballspieler (* 1907)
- 04. September: Paavo Liettu, finnischer Leichtathlet (* 1905)
- 05. September: Billy Sherring, kanadischer Marathonläufer (* 1878)
- 14. September: Josef Imbach, Schweizer Sprinter (* 1894)
- 15. September: Darcy Hadfield, neuseeländischer Ruderer (* 1889)
- 22. September: Sigvart Johansen, norwegischer Sportschütze (* 1881)
- 26. September: Einar Strøm, norwegischer Turner (* 1885)
- 29. September: John Eke, schwedischer Langstreckenläufer (* 1886)
- 29. September: Fred Tootell, US-amerikanischer Leichtathlet (* 1902)
- 30. September: Cyril de Vère, französischer Automobilrennfahrer (* 1881)

### Oktober
- 01. Oktober: Siegfried Lerdon, deutscher Fechter (* 1905)
- 07. Oktober: Sidney Cross, britischer Turner (* 1891)
- 07. Oktober: Charlie Davey, britischer Radrennfahrer (* 1886)
- 14. Oktober: Carlos Lillo, chilenischer Boxer (* 1915)
- 16. Oktober: Edith Arnheim, schwedische Tennisspielerin (* 1884)
- 16. Oktober: Otto Groß, deutscher Schwimmer (* 1890)
- 17. Oktober: Marius Hiller, deutscher Fußballspieler (* 1892)
- 18. Oktober: Guglielmo Carubbi, italienischer Ruderer (* 1908)
- 19. Oktober: Raymond Bonney, US-amerikanischer Eishockeytorhüter (* 1892)
- 22. Oktober: Reginald Percy Crabbe, britischer Mittelstreckenläufer (* 1883)
- 26. Oktober: Louis Sparre, schwedischer Fechter (* 1863)
- 29. Oktober: Poul Holm, dänischer Turner und Schwimmer (* 1888)
- 30. Oktober: Luciano Savorini, italienischer Turner (* 1885)

### November
- 04. November: Sándor Prokopp, ungarischer Sportschütze (* 1887)
- 06. November: Hugo Koblet, Schweizer Radrennfahrer (* 1925)
- 06. November: Gottfried Kottmann, Schweizer Ruderer und Bobfahrer (* 1932)
- 09. November: David Fall, US-amerikanischer Wasserspringer (* 1902)
- 14. November: August Desch, US-amerikanischer Leichtathlet und Footballtrainer (* 1898)
- 14. November: Erkki Kämäräinen, finnischer Skilangläufer (* 1897)
- 15. November: Margaret Hartley, britische Turnerin (* 1906)
- 15. November: Montgomery Wilson, kanadischer Eiskunstläufer und Eiskunstlauftrainer (* 1909)
- 16. November: Lucien Dehoux, belgischer Turner (* 1890)
- 16. November: Sándor Kugler, ungarischer Schwimmer (* 1879)
- 24. November: Robert Schauffler, US-amerikanischer Tennisspieler (* 1879)
- 26. November: Joseph Forshaw, US-amerikanischer Marathonläufer (* 1881)
- 26. November: Louis Prével, französischer Ruderer (* 1879)
- 28. November: Ville Pörhölä, finnischer Leichtathlet (* 1897)
- 29. November: Adolfo Tunesi, italienischer Turner (* 1887)
- 30. November: Edward Hanney, englischer Fußballspieler und -trainer (* 1889)
- 000November: William Whyte, australischer Leichtathlet (* 1903)

### Dezember
- 01. Dezember: Franciszek Bronikowski, polnischer Ruderer (* 1907)
- 01. Dezember: Charilaos Vasilakos, griechischer Leichtathlet (* 1875)
- 03. Dezember: Nils Backlund, schwedischer Wasser- und Fußballspieler sowie Sportfunktionär (* 1896)
- 03. Dezember: Désiré Hudelo, französischer Turner (* 1883)
- 03. Dezember: Edwin Jacob, britischer Segler (* 1878)
- 13. Dezember: Pedro Petrone, uruguayischer Fußballspieler (* 1905)
- 16. Dezember: Norm Malloy, kanadischer Eishockeyspieler (* 1913)
- 19. Dezember: Ernest Hamilton, kanadischer Lacrosse- und Rugbyspieler (* 1883)
- 19. Dezember: Josef Steger, deutscher Radrennfahrer (* 1904)
- 21. Dezember: Algernon Kingscote, britischer Tennisspieler (* 1888)
- 21. Dezember: Reinhold Trampler, österreichischer Fechter (* 1877)
- 23. Dezember: Väinö Bremer, finnischer Leichtathlet und Skisportler (* 1899)

### Datum unbekannt
- Charles Bouvier, Schweizer Fußballspieler und Bobfahrer (* 1898)
- François Gibens, belgischer Turner (* 1896)
- Guillermo Subiabre, chilenischer Fußballspieler (* 1903)
- Dionysios Vasilopoulos, griechischer Schwimmer und Wasserballspieler (* 1902)